# Alex Krizhevsky
Alex Krizhevsky, znany również jako Alexei Krizhevsky (ukr. Олексій Крижевський, ur. 4 marca 1986 na Ukrainie, wówczas USRR) – kanadyjski informatyk i badacz sztucznej inteligencji. Jest znany ze swojej pracy w dziedzinie głębokiego uczenia się, a w szczególności w dziedzinie konwolucyjnych sieci neuronowych (CNN).

## Życiorys
Kryzhevsky studiował w Uniwersytecie w Toronto gdzie uzyskał licencjat, a następnie magisterium (2009), w dziedzinie informatyki.
Od roku 2010 organizowane są corocznie konkursy w dziedzinie rozpoznawania obrazów „ImageNet challenge” (inna, angielska nazwa konkursu: ImageNet Large Scale Visual Recognition Challenge, ILSVRC). W 2012 Krizhevsky wraz z kolegą ze studiów doktoranckich Ilią Sutskeverem i promotorem ich obydwu Geoffreyem Hintonem zdecydowali się wziąć udział w konkursie. Wykorzystując nietypowy pomysł: sztuczną sieć neuronową zaprojektowaną przez Krizhevsky’ego – opracowali architekturę AlexNet, głęboką sieć CNN. Sieć AlexNet uzyskała, w konkursie 2012, znakomity rezultat – wyjątkowo niski wskaźnik błędu wynoszący około 16%, podczas gdy kolejny projekt uzyskał wynik 10,8% gorszy. Zwycięstwo sieci neuronowej AlexNet zrewolucjonizowało dziedzinę rozpoznawania obrazów i ustanowił podwaliny pod rozwój głębokich sieci neuronowych w kolejnych latach. Prace Krizhevsky’ego zostały docenione, wniosły znaczący wkład w rozwój głębokiego uczenia się w różnych dziedzinach. Jego badania znacząco wpłynęły na rozwój konwolucyjnych sieci neuronowych i ich zastosowanie w zadaniach rozpoznawania i klasyfikacji obrazów; są często cytowane.
W 2012 Hinton, Krizhevsky i Sutskever założyli sturtup DNN Research Inc. Został on w 2013 przejęty przez Google. W latach 2013–2017 pracował w AI Google w Mountain View, Kalifornia. Od 2017 pracował w startupie Dessa, przy wsparciu nowych technik głębokiego uczenia się.
Jest twórcą baz danych CIFAR-10 i CIFAR-100.